# Districte de Füzuli
Füzuli (àzeri: Füzuli rayonu), és un districte de l'Azerbaidjan amb el centre administratiu a la ciutat de Füzuli. El districte va rebre el seu nom en honor del poeta àzeri Fuzūlī. La meitat occidental, inclosa la capital, estan controlades per la no-reconeguda república d'Artsakh, i formen part de la provínicia artsakhtsi de Hadrut des de la guerra de l'Alt Karabakh. Amb el motiu de l'ocupació de la ciutat de Füzuli per les forces armènies des del 23 d'agost de 1993, la capital temporal del districte es va establir a la ciutat de Horadiz.
Els refugiats de l'Alt Karabagh i de les regions veïnes foren traslladats al districte de Füzuli des dels assentaments de tendes de tot el país. Els refugiats viuen en cases noves construïdes pel govern.